# Исчезновение моряков «Святого Павла»
Исчезновение моряков «Святого Павла» — загадочное исчезновение пятнадцати русских моряков пакетбота «Святой Павел», высадившихся на берег Северной Америки в 1741 году.

## Предыстория
Одной из основных целей Великой Северной экспедиции была задача отыскания пути в Северную Америку и островов в северной части Тихого океана.
Для этого к лету 1740 года в Охотске были построены два пакетбота «Святой Пётр» и «Святой Павел», которые, под командованием Витуса Беринга и Алексея Чирикова соответственно, в сентябре 1740 года вышли в море. Проведя зиму в Авачинской бухте, 4 июня 1741 года корабли вышли в плавание к берегам Америки.
20 июня корабли потеряли друг друга в сильном тумане и трое суток пытались встретиться, но безуспешно, после чего отправились в самостоятельные плавания.
15 июля 1741 года пакетбот «Святой Павел» под командованием Чирикова достиг берегов Америки в районе острова Бейкер, входящего в состав архипелага Александра. Начались поиски бухты, пригодной для высадки.

## Исчезновение
Обстоятельства таинственного исчезновения известны по рапорту Чирикова в Адмиралтейств-коллегию, составленному 7 декабря 1741 года, и его же письму капитану Лаптеву, цитаты из которых и будут приводиться ниже.
17 июля после совещания с офицерами принято решение небольшим отрядом высадиться на берег в лангботе — бо́льшей из двух шлюпок, имеющихся на корабле. Группу из десяти матросов и солдат возглавил штурман Аврам Дементьев, молодой, но «опытный в своем ремесле и ревностный к службе отечеству». Перед группой стоит задача найти источник пресной воды, а также выполнить работы, непосредственно относящиеся к целям экспедиции: составить чертёж бухты, найти место для безопасной якорной стоянки, поискать на берегу «нет ли каких отменных камней и земли, в которой можно чаять быть богатой руде».
Члены экспедиционной группы были вооружены, кроме того, им были выданы две ракеты и медная пушка, и на случай невозможности возвращения в тот же день из-за туманов или непогоды — провианта на неделю. Дементьеву была дана подробная инструкция из 11 пунктов, копия которой была приведена в рапорте. Среди пунктов были подробные наставления сигнализации на пакетбот:
как бог принесет на берег, то для ведома нам пустить ракету, так же как из берегу выдете на море, то пустить же ракету, и на берегу будучи, роскласть большей огонь, ежели увидите, что нам оной можно видеть будет, а особливо ночью, а в день хотя дым можем увидеть
Если же лодка не сможет пристать к берегу, то должна вернуться на корабль, предварительно уведомив об этом выстрелом из пушки. Предполагалось, что лодка вернется тем же днём.
В 15:30 пакетбот, подойдя как можно ближе к берегу, спустил лангбот на воду. По современным вычислениям, это было у побережья острова Якоби в архипелаге Александра. Шлюпка направилась к видимой с корабля бухте, зашла за скалы — и исчезла. Не было никаких сигналов, ни ракет, ни выстрелов из пушки. К вечеру погода испортилась, ветер усилился, и для безопасности пакетбот отошёл дальше в море. Наутро оказалось, что побережье затянуто туманом, затем начался дождь и шквалистый ветер, который относил корабль от бухты. 21 июля ненадолго вышло солнце и берег стал виден, но вскоре вновь началась непогода.
23 июля туман разошёлся и в 16:00
близ самой той заливы, в которую вошел лангбот наш, увидели на берегу огонь, о котором чаели, что оной содержут посланныя от нас служители, ибо сколько подле земли ни шли, нигде на берегу огней, строения и при береге судов и протчих признаков к жильу никаких не видали, почему не очень чаели, чтоб были жители на оном месте. И, увидя огонь, для позыву бота, несколько раз перемешкивая, палили ис пушек, точию он к нам не вышел, а время к выходу было весьма способно, и мы ходили близ самого берега. А как от нас выпалят ис пушки, тогда на берегу тово часу огонь прибавят.
Огонь горел примерно до полуночи, а к утру погас. На офицерском совете решили, что лангбот, очевидно, был повреждён и потому не выходит к кораблю, несмотря на подходящую погоду. Было решено, что необходимо послать вторую шлюпку с корабельным плотником и конопатчиком Гориным с инструментами, отвезти которых добровольцем вызвался боцман Савельев, гребцом также вызвался матрос Фадеев. Савельеву было приказано, чтобы он, прибыв на берег и найдя бот, высадил плотника и конопатчика, а сам, взяв на борт Дементьева и трёх-четырёх из его людей, немедленно возвращался. Система сигнализации была ещё более детальной и подробной:
- если при прибытии на берег обнаружится, что и бот и люди целы, то следовало сообщить об этом разложив два костра, чтобы с пакетбота днём был виден дым, а ночью огонь;
- если бот повреждён, но пригоден для ремонта, то разложить три костра;
- если бот так повреждён, что его невозможно починить следовало разжечь уже четыре костра, следя за тем, чтобы огни были вдалеке друг от друга. При этом следовало на шлюпке же привести Дементьева и столько его людей, сколько было бы возможным вместить без опасности перегруза.

И понеже тогда стояла весьма тихая погода, то ево тем времянем на берег и отпустили и сами за ним к берегу следовали, и приходили очень блиско, и видели, что боцман на лотке приближился к берегу с полудни в 6-м часу, точию определенных от меня сигналов не чинил и в чаятельное время к нам не возвратился, а погода стояла самая тихая.
В 9 вечера
выпалили призывания их из одной пушки, понеже ветр самой малой и ходу судна почти ничего нет и по такой тихой погоде можно им к нам с берегу ехать, и как выпалили из пушки, то видно было на берегу якобы выпалено из ружья, токмо звуку никакого не было слышно, а в ответ показавшегося на берегу огня выпалили от нас из другой пушки в 9 часо, показался на берегу огонь
На пакетботе зажгли два фонаря и повесили один на флагшток, другой на гафель. На берегу огонь то появлялся, то исчезал, как будто прикрывали его, но о таком сигнале никакой договоренности не было. В час ночи ещё несколько раз выстрелили из пушек, на берегу по-прежнему виден огонь.
В течение 25 июля пакетбот продолжал находиться вблизи бухты, безуспешно ожидая известий о судьбе 15 своих моряков. На корабле больше не оставалось ни одного малого судна, а пристать к незнакомому берегу было невозможно.

в 1-м часу увидели мы идущия от той губы, куды посланы от нас бот и лотка, две лотки на гребле, одна — малая, другая — побольше, о которых мы надеялись, что наш бот и лотка возвратились. И пошли к ним навстречю. Потом разсмотрели мы, что лотка гребущая — не наша, понеже оная корпусом остра и гребля не роспашная, а гребут веслами просто у бортов, которая к пакетботу так не приближалась, чтоб в лицо человека можно видеть, токмо видели, что сидело в ней четыре человека: один на корме, а протчия гребли, и платья видно было на одном красное, которые, будучи в таком разстоянии, встали на ноги и прокричали дважды: агай, агай и махали руками и тотчас поворотились и погребли к берегу. А я тогда приказал махать белыми платками и кланяться, чтобы они к нашему судну подъехали, что и чинено от многих служителей, токмо, несмотря на то, скоро погребли к берегу, а гнаться за ними было неможно, понеже ветр был тих, а лотка оная гораздо скороходна, а другая большая лотка, далече не подгребши к пакетботу, возвратилась, и вошли обе опять в ту заливу, ис которой выгребли. Тогда мы утвердились, что посланныя от нас служители всеконечно в несчастье, понеже штюрману Дементьеву, как отправлен, уже настали осьмые сутки и было довольно время, способнаго к возврату, и мы к тому месту ходили в самой близости, токмо он не возвратился. А по отправлении боцмана мы от того места не отлучались, а погода была все тихая, и ежели б несчастия какова им не случилось, то б по настоящее время уже к нам возвратились. И можно чаять по тому, понеже американцы к нашему пакетботу не смели подъехать, что с послаными от нас людьми от них на берегу поступлено неприятельски: или их побили, или задержали. Однако ж мы ещё до вечера близ того места ходили, поджидая своих судов, токмо ночью для опасения от берегу поудалились, да и ночью имели на кормовом флакштоке фонарь с огнём, дабы, ежели, паче чаяния, выдут, то чтоб могли к нам и ночью притить.— Рапорт А. И. Чирикова в Адмиралтейств-коллегию о плавании к берегам Америки
27 июля состоялся военный совет, на котором, ввиду того, что больше на корабле не осталось малых судов, на которых можно высадиться, невозможно пополнить запасы пресной воды, которая уже начала портиться, при этом уже сейчас её не хватало по нормам на обратную дорогу, даже если бы все бочки были в целости и ветер всегда попутным, было принято решение возвращаться в Петропавловск-Камчатский.
Судьба пятнадцати русских моряков осталась неизвестной и на долгие годы привлекла внимание исследователей из самых разных стран.

## Перечень пропавших
Составлен по рапорту Чирикова в Адмиралтейств-коллегию:
Флотские:
- Штурман Аврам Дементьев
- Матрос I статьи Пётр Татилов
- Канонир I статьи Григорий Зубов
- Матрос I статьи Иван Ошмарин
- Боцман Сидор Савельев
- Матрос II статьи Дмитрий Фадеев
- Плотник Фёдор Полковников
- Конопатчик Елистрат Горин

Солдаты Сибирского гарнизона:
- Яков Асалалов
- Григорий Култышев
- Никифор Панов
- Иван Глаткой
- Михайло Ложников меньшой

Переводчики камчатских языков:
- Дмитрий Шарахов
- Иван Панов

## Поиски
В 1764 году к побережью Аляски и Алеутским островам отправляется экспедиция Креницына и Левашева. Среди важнейших задач для неё, составленных Ломоносовым, было и такое: «То бы весьма уповательно было получить известие о тех Россиянах, кои на Западно-Американском берегу Чириковым потеряны». Эту задачу экспедиции выполнить не удалось.
В 1765 году в Петербург из Якутска доставили карту, составленную «учёным чукчей» Николаем Дауркиным по заданию начальника Анадырского острога, полковника Фёдора Плениснера, ранее плававшего вместе с Берингом в чине «живописца из капралов». Другой участник Великой Северной экспедиции, академик Миллер к тому времени обнаружил документы о плавании Семёна Дежнёва, и получил сведения от чукчей о том, что за океаном есть селения, в которых живут «бородатые люди в долгом платье». Для проверки подобных слухов Плениснер и отправил Дауркина на побережье Берингова пролива собрать побольше сведений. Результатом его исследований стала карта, на которой на Аляске, значительно севернее места, где высаживались матросы Чирикова, возле реки Хеуврен нарисована бревенчатая крепость с остроконечными башенками, наподобие тех, которые ставились во всех сибирских острогах. На башенке воины с копьями в руках, а ниже к стенам подбираются другие воины — с перьями, торчащими из шапок.
В 1774 году испанский корабль «Сантьяго» среди островов южной части архипелага Александра занимается торговлей с индейцами племени хайда. В одной из туземных лодок испанцы замечают обломок то ли железного штыка, то ли сабли явно не местного происхождения. Памятуя об исчезновении русских моряков, испанцы пытаются выпросить или выменять загадочную железяку, но безуспешно. На вопрос о её происхождении индейцы неопределенно машут руками куда-то на север. По возвращении в Мадрид эта история становится известна, и доходит до Санкт-Петербурга и Лондона, в сильно преувеличенных подробностях: будто бы испанцы встретили среди индейцев «цивилизованных людей приятного вида, белокожих и привычных к одежде»…
В 1778 году мимо западного побережья Америки на кораблях «Резолюшн» и «Дискавери» прошел капитан Джеймс Кук. Его лейтенант, Джеймс Кинг, долго изучал в подзорную трубу побережье острова Якоби и оставил в дневнике такую запись:
«Гуманности ради надо надеяться, что те из пятнадцати человек, которые ещё живы, ничего не узнают о наших кораблях, приходивших к здешним берегам, и не разочаруются столь жестоко в своих мечтах вновь попасть на родину…»
В 1779 году казачий сотник Иван Кобелев, знакомый с Дауркиным, добрался до острова Имаглин, что примерно посередине между Азией и Америкой, где в беседе с местным старшиной-тойоном вновь услышал от того об острожке на берегах реки не то Хеврен, не то Хеуврен, в котором живут люди с длинными и густыми бородами, почитающие иконы, на досках нарисованные, грамотные и умеющие писать. Несмотря на все уговоры Кобелева, с детства живо интересовавшегося русскими поселениями в Америке, будучи наслышан о таких, основанных потерпевшими кораблекрушение русскими моряками ещё от своего деда — одного из участников похода Дежнёва, переправить его на американский берег, чукчи отказались сделать это, как он писал в рапорте: «уповательно потому, что ясашные чукчи боятся чтоб ево, Кобелева, на американском берегу не убили или б не задержали, и в таком случае страшась взыску…» Однако чукчи согласились передать его письмо «русским людям в Америке»:
«Прелюбезные мои до плоти братцы, жительствующие на большой почитаемой американской земле… Естли точно есть, получите сие от меня письмо, то как возможно старатца бытием каждое лето на тот остров Имаглин или с кем переслать письма, а особливо по которой реке жительство имеите, и сама ль та река в море устьем или в какую-нибудь губу впала, то б, на устье оной реки, или губы, на осветлом месте, чтоб видно было с моря, или из губы крест высокий деревянный поставить…» Но ни ответа на письмо, ни креста на видном месте не появилось, осталось неизвестным, дошло ли письмо до адресатов.
Также в своем рапорте, помимо текста отправленного письма, Кобелев сообщает, что повстречал чукчу с побережья Ехипку Опухина, который похвастал, что бывал на американском берегу до пяти раз и тоже слышал о живущих в американских лесах бородачах. По его словам, его приятель, живущий на острове Укипень (ныне остров Кинга), якобы привозил и показывал ему письмо на дощечке, написанное с одной стороны красной краской, с другой чёрными с вырезью словами — и это в эпоху, когда ни индейцы, ни эскимосы письменности не знали. Но взять письмо Ехипка побоялся, опасаясь лишних допросов, запомнив только, что «всего у них довольно, кроме одного железа».
В 1786 году капитан Лаперуз, проплывая на «Буссоли» и «Астролябии» мимо залива, где исчезли русские моряки, записал: «созерцая этот залив, я все время думал, вероятнее всего, шлюпку Беринга и её экипаж погубило яростное море, а не дикие индейцы…». Его собственная экспедиция совсем недавно потеряла двадцать одного моряка чуть севернее в бухте Льтуа, когда две шлюпки, вошедшие в узкий пролив во время прилива, были разбиты о камни.
В 1788 году в русских поселениях на Алеутских островах побывали два испанских судна. Иркутский генерал-губернатор докладывал в Санкт-Петербург, что глава испанцев дон Мартинес ещё в 1774 году был в плавании в тех краях, где высаживались моряки Чирикова, и «находил вещи, от него тами островитянам оставленные…» В том же году один из агентов Григория Шелихова сообщил, что в заливе Якутат, примерно на триста вёрст отстоящем от места высадки в 1741 году, среди приплывших торговать индейцев «много было белолицых и русоволосых, почему заключено было, что сии люди — потомки штурмана Дементьева» и его товарищей. Это сообщение вошло в официальный документ «Краткое содержание о приобретении земель Америки 1788 года»
В 1789—1791 годах Николай Дауркин и Иван Кобелев служили переводчиками при экспедиции Биллингса-Сарычева, которой было поручено исследовать и описать Чукотку и прилежащие моря и земли. По заданию Биллингса Коблев почти год в одиночку странствовал по Чукотке, в процессе путешествий до него дошли сведения, собранные агентом Шелихова о белолицых и русоволосых индейцах. Позднее он докладывал начальству, что нашёл человека, которого уговорил отвезти его на байдарке на американскую землю. 11 июня 1791 года он высадился на американском берегу, вероятно где-то на мысе Принца Уэльского, но «не точию в устье реки Хеврен войти, но и в губу попасть не мог за препятствующими великим льдами». Он отправился на остров Укипень, где собирались для торговли индейцы и эскимосы даже из далеких племен, и тут вновь услышал рассказы о бородатых людях, живущих где-то на Аляске. Однако ни показать дорогу, ни просто отпустить Кобелева туда чукчи отказались, всячески препятствуя прямому общению между русскими и эскимосами да индейцами, так как им было выгоднее, чтобы вся торговля с Америкой шла только через них. Также при переводах они переводили Кобелеву только самые общие вещи, много явно нарочно путали и скрывали. На острове Кобелев встретил и американцев живущих на реке Хеврен:

На том же острову нашел самих американцев человек до десяти, которые жительство имеют по реке Хеверен, кои переехали ещё до прошедшего лета на байдарках для торгу. Те же американцы со мною обращались дружелюбно и ласково… Они ж, американцы, своё лицо и грудь и мое лицо также и грудь гладят и обнимают, то значится большого и неразрывного их со мною дружества. И на свою землю указывают, и меня за плате тянут, и, видимо к себе зовут в Америку. Когда я по-русски говорю, то они в свой язык перстом указывают да на свою землю… Вскрытно от наших прибывших три краты наодине крестилися рукою и махали на их же землю. И изо всего видится, что есть таковые же люди как я, таков же и разговор…
Больше чукчи Кобелеву оставаться на острове не дали, он вынужден был вернуться в Россию, где позднее узнал, что будто ещё прошлым летом «приезжал один американец, с тем чтобы со мною видеца, который разведал обо мне на острове Игеллине, что я прибыл в чукчи и буду годовать, которого, не допустя до меня, в самом Восточном мысу убили».
Николай Дауркин также не смог добраться вглубь американского материка. Больше ни тому, ни другому не удалось побывать на американском берегу.
В начале XIX века ситуация с доступностью Америки меняется, всего в сотне вёрст южнее места высадки Дементьева с товарищами основывается русский город Ново-Архангельск, ставший столицей русской Аляски, да и прочая территория начинает быстро осваиваться. В 1801 году в Российско-американскую компанию поступили сведения, что, по слухам, на острове Принца Уэльского нашли русскую одежду на русском меху. Поиски пропавших продолжаются, пытаются найти хоть какие-то следы пятнадцати русских моряков или загадочные поселения белолицых. Безуспешными расспросами местных жителей занимались побывавшие в этих краях мореплаватели: Лисянский, Головнин, Врангель. Будущий историк русского флота, а пока ещё мичман Василий Берх записал: «Но по всем известиям от диких, места сии обитающих, не слышно, чтоб они когда-либо видели или слыхали про белых людей». Он же перевёл только что вышедшую книгу Александра Маккензи о его путешествиях по Канаде. Там он особо выделил место, где путешественник описывал, что однажды индейцы рассказали, что где-то на западе от них, на Аляске, есть за высокими горами большая река и озеро. На их берегах живут якобы белолицые люди. Индейцы выменивают у них железо, которое тем привозят другие белые люди откуда-то издалека на больших лодках, приплывающих в устье этой реки. Берх так прокомментировал эти сведения: «Можно, кажется, надеяться, что слова их справедливы, ибо по преданиям известно и у нас, что около реки Хеувереня живут русские белые бородатые люди, поклоняющиеся иконам».
В 1808 году приказчик Российско-американской компании Тимофей Тараканов потерпел кораблекрушение немного южнее тех мест, где пропали моряки. Он со своим небольшим отрядом прошел на север более сотни вёрст, построил избу, прожил в ней всю зиму, сдался в плен индейцам, которые, однако, обходились с ним по-дружески, и в 1810 году вместе со спутниками был выкуплен капитаном американского корабля. Его пример показал, что вполне возможно было в таких условиях выжить и спастись.
В 1818 году правитель русских владений Гагемейстер отправляет на север Петра Корсаковского, дав ему задание попутно собирать среди индейцев сведения о загадочных русских. Тому не удалось пройти дальше реки Кускоквим, но один старый индеец рассказал ему, что будто однажды к ним вышли из лесу на лыжах двое мужчин. «На них камзол или троеклинки и шаровары, выделанные из оленьих кож без волоса и выкрашенные чёрной краской, и сапоги из черной кожи; с бородами. Разговор у них другой, так что все индейцы… не могли понимать оного. Видели у них стволину медную, один конец шире, а другой уже, наподобие мушкетона, а у другого медная стволина наподобие ружейной, украшенная черными сепями и белыми чертами» — подробно записал донесение Корсаковский. Отдохнув, пришельцы «скрылись неизвестно куда». По словам индейца, их платье «точно так скроено, как и у нас». Такие одежда и оружие, так подробно описанные, появилась только после реформ Петра I и никак не могли принадлежать потомкам спутников Дежнёва или его современников.
В 1819 и 1821 годах вновь предпринимаются попытки поиска, но к этому времени на Аляске находится уже слишком много русских, и никаких определенных сведений более собрать не удалось ни о моряках, ни о таинственных «русских» поселениях. Пожалуй, последним слухом, позволяющим предположить, что он относится к пропавшим морякам, стали сведения о том, что у вождя одного из тлинкитских племен кто-то видел старинный мушкет с раструбом и ложем из красного дерева, а именно такие были на вооружении русской армии во времена экспедиции.

## Версии
Одной из основных версий, подкрепленной авторитетным мнением Лаперуза, является гибель моряков в водоворотах или сулоях. Однако Чириков и сменивший Беринга лейтенант Свен Ваксель, знакомые с опытом и умением высадившихся на берег моряков, так не считали. Хотя в тех местах действительно нередки и при этом весьма опасны сулои, но шлюпки входили в бухту в разное время дня, а следовательно при разном состоянии моря, и погода была хорошей. Чириков и Ваксель были уверены, что такой опытный моряк, как Дементьев, вполне справился бы с сулоем. И вероятность счастливого исхода подтверждает тот же Лаперуз. Несмотря на то, что две его шлюпки погибли вместе с экипажем, третья благополучно преодолела преграду, и все моряки в ней остались целы. Противоречит этой версии и обнаружение различных находок, возможно принадлежавших чириковцам: обломок штыка или сабли, виденный испанцами, мушкет, хранящийся у тлинкитов. Да и горевший ночью костер вряд ли был разожжен индейцами. Они не знали об условленном сигнале, а сами не разожгли бы огонь так, чтобы он был виден с моря. «Святой Павел», сколько не плыл вдоль американских берегов, которые, как стало известно впоследствии, были населены, нигде ранее и позднее не видел ни огня, ни дыма, ни каких либо признаков присутствия человека.
Другой версией, которой придерживался Чириков, является их гибель от рук индейцев. Однако же такой точки зрения Чириков стал придерживаться уже по окончании всех событий, которые длились более недели. Когда отправляли на берег ялик, все офицеры корабля считали, что бот повреждён, но команда цела, потому и отправлены были конопатчик и плотник, а не солдаты. Эта версия также вызывает определенные сомнения у исследователей. Весьма сомнительно, чтобы индейцы вообще решились напасть на такую большую группу чужеземцев при первой встрече. Это противоречит всем обычаям индейцев. Так, при высадке моряков со «Святого Петра» местные жители попросту попрятались, дав возможность натуралисту Стеллеру в сопровождении всего одного казака беспрепятственно бродить по лесу, осматривать их жилища, даже забрать разную хозяйственную утварь. Кроме того, высаживавшиеся были хорошо вооружены, у них имелась даже пушка, но на корабле не было слышно никаких выстрелов. А индейцев на острове было довольно мало, если даже к началу XIX века в местном племени их было не более ста человек.

## Дополнительные загадки
Как самый удивительный факт во всей истории с исчезновением русских моряков, специалисты отмечают то обстоятельство, что моряки исчезли бесследно. Всё, что осталось, это смутные слухи о нескольких предметах, возможно принадлежавших морякам, да о встречах с их предполагаемыми потомками.
Однако никаких сведений об их высадке не сохранилось. Американский историк Голдер, автор двухтомного труда, посвященного плаванию Беринга, специально опрашивал индейцев острова Якоби, изучал труды знатоков индейского фольклора Дэвидона и Эммонса, но не обнаружил ни малейшего упоминания, ни предания или легенды об этом случае. В то же время, по рапорту Чирикова, индейцы там точно были и точно знали, что именно случилось: они же вышли в море из этой самой бухты на двух лодках и кричали «Агай! Агай!» (предполагается, что так моряки расслышали слово «агоу» — «иди сюда»). Если учесть, что это была первая встреча с белолицыми чужеземцами, приплывшими на большом корабле, это было большое событие, непременно оставившее бы след в фольклоре. Около десяти часов пробыли на берегу моряки со «Святого Петра», но индейцы этого не забыли, и через полвека рассказали об этом капитану Сарычеву, что позволило уточнить место высадки моряков Беринга. Запомнили индейцы и встречу с французами, причем так точно, что рисунки, сделанные сотню лет спустя по их рассказам, довольно точно передавали облик фрегатов Лаперуза. Также известен факт, что о посещении кораблями Фробишера земли Баффина эскимосы сохранили память на протяжении трех веков, причем народная память сохранила такие подробности, что удалось установить судьбу пяти моряков, ранее считавшихся пропавшими без вести. В то же время, о гибели двух лодок с моряками, произошедшей у них на глазах, никаких сведений у индейцев не сохранилось.
Единственными сведениями, которые большой натяжкой можно отнести к данному случаю, стало сообщение, записанное историком Аляски Т. Л. Эндрюсом в 1922 году, будто у индейцев ситха, живущих южнее острова Якоби, на острове Баранова
имеется глухое предание о людях, выброшенных на берег много лет назад. Говорят, их вождь, Аннахуц… оделся в медвежью шкуру и вышел на берег. Он с такой точностью изображал переваливающуюся походку зверя, что русские увлекшись охотой, углубились в лес, где туземные воины перебили их всех до единого.
Однако сомнительно, чтобы на такую приманку попались сразу одиннадцать человек, а потом ещё четверо из второй шлюпки. Это все были опытные и бывалые моряки и матросы, впервые высаживавшиеся на незнакомый берег. Опять же не было ни условленных сигналов о высадке, ни звуков стрельбы, хотя невероятно, чтобы они пытались поймать медведя без огнестрельного оружия. Сам Эндрюс считал, что легенда скорее всего относится к началу XIX века, когда русские уже обжились в этих местах и охотились и рыбачили небольшими группами из двух-трех человек, а индейцы не упускали случая устроить засаду.
Советский исследователь Глеб Голубев считает, что, возможно, первая лодка действительно потерпела крушение, однако какая-то часть моряков спаслась, но отсыревшими ракетами было невозможно подать сигнал. А в дальнейшем, не имея возможности вернуться на корабль, они отправились на север. Это, по его мнению, подтверждается слухами о белолицых и русоволосых, спустя 60 лет встречавшихся в заливе Якутат, предположительно потомках моряков. Отсутствие же следов в фольклоре он объясняет тем, что морякам каким-то образом удалось унизительным для самолюбия индейцев способом перехитрить их и перебраться с острова на материк. В таких обстоятельствах, даже если вторая шлюпка действительно попала в засаду, это не могло изменить общий результат происшествия. «Ни один народ не слагает легенд о том, как его воинов провели и обманули, оставили в дураках».

## Современные исследования
Попытки раскрыть тайну загадочного происшествия, о котором американский историк Ф. Голдер, изучавший российские архивы в 1920-е гг., писал, что «…исчезновение чириковских людей останется одной из неразрешимых загадок Севера…», продолжаются и в настоящее время.
В 2005—2006 году состоялась российско-американская научно-поисковая экспедиция «По следам великих мореплавателей», которая должна была точно определить место высадки моряков с пакетбота. Дело в том, что Чириков пользовался довольно несовершенными навигационными инструментами своего времени, не позволявшими точно определить положение корабля, отдельной сложностью были поправки на ветер и течения. Осознавая неточности координат из-за невозможности точного определения долготы, Алексей Иванович ради точности даже представил Адмиралтейств-коллегии карту с двумя вариантами пути корабля, так как расчёты расстояний между Камчаткой и Америкой по пути туда и обратно не совпадали из-за накопленных ошибок исчисления. И хотя поздние исследования показали, что точность карт Чирикова находится на исключительно высоком уровне, определить место высадки только по данным Чирикова невозможно.
По данным судового журнала, место высадки находилось в точке с широтой 57°50' и долготой от мыса Вертикального (Камчатка) — 58°54'. На этом месте находится выход из пролива Лисянского в Тихий океан. Ширина пролива в этом месте составляет около 0,8 мили, и со стороны океана пролив действительно можно принять за бухту или залив.
По данным же, представленным в Адмиралтейств-коллегию, залив находится на широте 58° — где находится залив Сёрдж (англ. Surge). Кроме того приблизительно в этих же точках находятся пролив Лисянского (57°50'), бухты Greentop (57°51'), Squid, Takanis. Долгое время считалось, что местом высадки была именно бухта Takanis.
В ходе исследований Элтоном и Алланом Энгстром были обнаружены два исторических источника. Первым источником стал журнал плавания Натаниэля Портлока, бывшего участника Третьей экспедиции Джеймса Кука, а с 1785 года капитана торгового корабля «Король Джордж», торговавшего мехами у берегов Аляски. 6 августа 1787 года Портлок вошёл в гавань, расположенную в пяти милях южнее пролива Лисянского (ныне Portlock Harbor, о. Чичагова), для торговли. 9 августа люди, приплывшие на каноэ с севера, рассказали историю гибели лодки с европейцами: «ветер вошёл свежий от моря и поднял большие волны… при выносе якоря за борт лодка наклонилась и наполнилась водой, и прежде, чем оказать помощь, пять мужчин утонули». А во время повторного визита один из индейцев был одет в выцветший красный пиджак или военный мундир. Как пишет участник поисковых работ у берегов Аляски Владимир Колычев, красный мундир мог принадлежать канониру со «Святого Павла», так как ни Кук, ни Лаперуз, ни другие мореплаватели не теряли в этом районе лодок, людей, и красный мундир примерно соответствует форме русского корабельного канонира начала 1730-х годов.
Другим свидетельством, обнаруженным Энгстромом, стал журнал капитана Уильяма Дугласа, который в августе 1788 года в районе бухты Сёрдж торговал с тлинкитами, у которых купил сорок кож морской выдры. Также в бухте штурман экспедиционного катера Кристофер Ховард обнаружил индейские петроглифы, что свидетельствует о стоянке индейцев в этом месте. Один из петроглифов может быть соотнесён с условным обозначением морского корабля европейского типа.
Современная американская лоция даёт бухте такую характеристику: «Бухта Сёрдж простирается на 4.1 мили к северу от мыса Кросс. Открытая бухта с многочисленными камнями и рифами, годная только для малых судов с местным знанием навигации…». «Отливное течение имеет большую скорость и достигает порой 3—4 узлов, иногда и больше. В узостях и у мысов сильны сулои и водовороты, опасные для малых судов при сильных ветрах…». Однако плохая погода, сильный ветер и волны помешали совершить подводные исследования в бухте.
Сопоставив на месте доступные исторические документы с описаниями видов, глубин, современные крупномасштабные карты острова и прибрежных вод, а также обнаруженные исторические свидетельства, члены экспедиции решили, что высадка происходила именно в бухте Сёрдж. В 2009 г. участники экспедиции определили место возможной гибели экипажей лодок «чириковцев». На заседании Русского географического общества они (В. Колычев, А. Энгстром, К. Ховард) представили отчёт об очередном этапе поисковых работ и поделились планами следующих поездок к «таинственному острову» Якоби.
В 2007 году американский исследователь Дон Дуглас в составе американского экипажа, куда входил и А. Энгстром, участвовал в поиске. Его изыскания в целом подтвердили выводы предыдущей экспедиции, кроме того, он обнаружил в бухте старый кинжал(?) и ещё несколько металлических предметов неизвестного происхождения. Однако, судя по его трудам, Дуглас придерживается версии об исчезновении моряков в южной части о. Якоби.
Подводя итоги, по-прежнему нет никаких достоверных сведений о судьбе моряков, обнаруженные предметы пока не удалось связать с экспедицией Чирикова и даже привязать к определенному историческому периоду. Исчезновение всё ещё остается одной из «неразрешимых загадок Севера».